# Dąbrowa (obwód brzeski)
Dąbrowa (biał. i ros. Дубрава) – wieś na Białorusi, w obwodzie brzeskim, w rejonie brzeskim, w sielsowiecie Znamienka, nad grupą stawów.

## Historia
Na początku XX wieku była tu strażnica leśna, a w 1900 r. istniał tu tartak. W dwudziestoleciu międzywojennym leżała w granicach Polski, w województwie poleskim, w powiecie brzeskim, w gminie Miedna.
W latach 1939–1945 pod okupacją najpierw sowiecką, a następnie niemiecką. W kwietniu 1943 Niemcy spalili 15 gospodarstw, zabijając 2 mieszkańców.
Po II wojnie światowej w granicach Związku Sowieckiego. Od 1991 w niepodległej Białorusi.
W 1940 roku wieś liczyła 16 gospodarstw i 63 mieszkańców, w 1959 – 154 mieszkańców. W 1967 do wsi przyłączono przedsiębiorstwo hodowli ryb „Stradech”. W 1970 wieś zamieszkiwało 247 mieszkańców, a w 2005 w 48 gospodarstwach 117 mieszkańców.